# Pacific Coast Soccer League
Die Pacific Coast Soccer League (PCSL) ist eine Fußballliga, in der Mannschaften aus British Columbia (Kanada) und Washington (Vereinigte Staaten) spielen. Die Liga ist offiziell der United States Adult Soccer Association angegliedert, steht aber in der US-amerikanischen bzw. kanadischen Fußballpyramide über dieser. Sie steht auf einer Stufe mit der USL Premier Development League und der National Premier Soccer League. Über diese Liga können sich US-amerikanische Vereine für den US Open Cup qualifizieren.
Sie ist sowohl von der Canadian Soccer Association (CSA) als auch von der United States Soccer Federation (USSF) anerkannt.
Die Saison dauert in der Regel von Mai bis August.

## Geschichte
Die Vorgängerliga wurde bereits 1930 gegründet, in ihr spielten vier Mannschaften: Vancouver St. Andrews, Vancouver St. Saviours, New Westminster Royals und Nanaimo. Die PCSL fusionierte 1973 mit der Mainland Senior Soccer League und der Intercity Junior League zur British Columbia Senior Soccer League. Diese Liga benannte sich später in Vancouver Metro Soccer League um.
Die Pacific Coast Soccer League in ihrer heutigen Zusammenstellung entstand 1995.

## Mannschaften
Neun Männerteams und neun Frauenteams spielen derzeit in der Pacific Coast Soccer League. Aktuell kommen alle Mannschaften aus der kanadischen Provinz British Columbia.

### Männer
- Athletic Club of BC
- Fraser Valley Action
- Kamloops Excel
- Khalsa Sporting Club
- Okanagan Challenge
- Surrey United
- Vancouver Thunderbirds
- Victoria United
- Whitecaps FC Prospects

### Frauen
- Chilliwack FC
- Coquitlam Metro-Ford SC Xtreme
- Fraser Valley Action Women
- Norvan/NSGSC Eagles
- Okanagan Whitecaps
- Semiahmoo SC
- Surrey United Women
- Vancouver Whitecaps Prospects
- Victoria Stars FC

## Bisherige Meister

### Männer
- 2009 – Okanagan Challenge
- 2008 – Victoria United
- 2007 – Victoria United
- 2006 – Whitecaps FC Reserves
- 2005 – Victoria United
- 2004 – Victoria United
- 2003 – New Westminster Khalsa
- 2002 – Victoria United
- 2001 – Seattle Hibernian
- 2000 – Seattle Hibernian
- 1999 – Seattle Hibernian
- 1998 – Okanagan Challenge
- 1997 – Okanagan Challenge
- 1996 – Seattle Hibernian
- 1995 – Victoria United

### Frauen
- 2008 – Victoria Stars
- 2007 – FC Xtreme
- 2006 – Whitecaps FC Reserves
- 2005 – Victoria Stars
- 2004 – Seattle Hibernian
- 2003 – Seattle Hibernian
- 2002 – Seattle Hibernian
- 2001 – Seattle Hibernian
- 2000 – Portland Rain
- 1999 – Vancouver Explorers